# 숭릉 (조선)
숭릉(崇陵)은 조선 제18대 왕 현종과 정비 명성왕후 김씨의 능이다. 동구릉의 하나로, 1970년 5월 26일 사적 제 193호로 지정되어 있으며, 대한민국 경기도 구리시 인창동에 위치하고 있다.

## 개요
현종은 효종과 인선왕후의 아들로, 효종이 왕자의 몸으로 청나라 심양에 볼모로 잡혀가 있던 인조 19년 1641년 2월 4일 그곳에서 태어났다. 조선의 역대 왕 중 유일하게 외국에서 출생한 왕으로, 인조 23년 1645년 소현세자가 급작스럽게 승하하자 효종이 세자에 책봉되자 현종도 함께 세손으로 책봉되었고, 1649년 5월에 인조가 승하하고 효종이 왕위를 잇자 세자 자리에 올랐다. 효종 2년 1651년 11세의 나이로 청풍부원군 김우명의 딸과 가례를 올렸고, 1659년 5월 효종이 승하하자 19세의 나이로 현종이 즉위했다.
1674년 8월 18일 재위 15년 만에 34세의 나이로 창덕궁 대조전 양심각에서 승하하였다. 그 해 숙종이 즉위하고 팔도의 승군을 징발하여 숭릉을 조성하였다. 1674년 12월 11일에 발인하여, 13일 건원릉 남서쪽 산줄기에 봉릉하였다.
현종의 사후 10년이 지난 숙종 10년 1684년에는 현종의 비 명성왕후 청풍 김씨의 능을 조성하였다. 명성왕후는 숙종 9년 1683년 12월 5일 창경궁 저승전 서별당에서 42세의 나이로 승하하였다. 1684년 4월 3일에 발인하여 4월 5일에 봉릉하였다.
현재의 숭릉은 동구릉의 왼쪽편 맨 안쪽에 위치하고 있다. 2011년 12월에는 숭릉의 정자각이 역사적*학술적 가치를 인정받아 보물 1742호로 지정되었다.

## 같이 보기
- 조선의 왕릉
- 동구릉